# Medardo de Jesús Henao del Río
Medardo de Jesús Henao Del Río IMEY (Liborina, Antioquia, Colombia, 8 de junio de 1967) es un obispo católico y teólogo colombiano que actualmente se desempeña como vicario apostólico de Mitú.

## Biografía
Nacido el día 8 de junio de 1967 en el municipio colombiano de Liborina.
Realizó sus estudios primarios y parte de los secundarios en su población natal. 
Luego al descubrir su vocación religiosa, decidió ingresar en el Seminario Santo Tomás De Aquino de la diócesis de Santa Rosa de Osos, en el cual adelantó el bachillerato y los estudios de Filosofía.
A principios del mes de febrero de 1993, comenzó a formar parte del instituto de vida apostólica "Misioneros Javerianos de Yarumal" (IMEY). 
Con ellos, el 3 de diciembre de 1994 realizó su primera profesión religiosa.
Finalmente el día 4 de diciembre de 1999, recibió la ordenación sacerdotal, a manos del entonces Arzobispo Metropolitano de Medellín "Monseñor" Alberto Giraldo Jaramillo.
Tras su ordenación sacerdotal continuó con sus estudios en el seminario del mismo instituto de los Misioneros Javerianos de Yarumal y además se trasladó hacia la ciudad capital Bogotá, para ser alumno de la Pontificia Universidad Javeriana (PUJ), por la cual en el 2002 obtuvo una Licenciatura en Teología.
Al finalizar sus estudios universitarios en el 2002, ya comenzó a ejercer como sacerdote para el Vicariato apostólico de Mitú, siendo su primer cargo el de Párroco en la Iglesia de la Inmaculada Concepción. Al mismo tiempo fue Canciller y Coordinador de la educación contratada en el Vicariato. 
Luego en 2007 pasó a ser Vice maestro de novicios y a partir de 2010 fue maestro de novicios.
El 23 de noviembre de 2013, ascendió al episcopado, cuando "Su Santidad" el Papa Francisco le nombró como nuevo y quinto vicario apostólico de Mitú, en sucesión de monseñor José Gustavo Ángel Ramírez. Al mismo tiempo se le otorgó el cargo de obispo titular de la Sede de Casae Medianae, en sucesión del portugués monseñor Manuel da Silva Rodrigues Linda.
Recibió la consagración episcopal en la Catedral de Medellín, junto a los también recién nombrados Carlos Correa Martínez y Joselito Carreño Quiñonez, el 15 de febrero de 2014, a manos del italiano y entonces nuncio apostólico en el país monseñor Ettore Balestrero actuando en calidad de consagrante principal. Los co-consagrantes fueron, el vicario apostólico emérito de Inírida monseñor Antonio Bayter Abud y el obispo de Sonsón-Rionegro monseñor Fidel León Cadavid Marín.
Tomó posesión oficial del Vicariato apostólico de Mitú, el día 16 de marzo del mismo año, durante una especial eucaristía de bienvenida en la Catedral de 	María Inmaculada.